# The Lion Sleeps Tonight
Pour les articles homonymes, voir Lion (homonymie).
The Lion Sleeps Tonight (litt. « Le lion dort ce soir ») est une chanson populaire sud-africaine, composée par Solomon Linda en 1939 sous le titre Mbube. Reprise de nombreuses fois dans diverses langues, elle est devenue un succès mondial, surtout par la version du groupe The Tokens en 1961.
Sa version française, connue sous le titre Le Lion est mort ce soir, a été popularisée une première fois en 1961 par Gloria Lasso (Réveille-toi), puis en 1962 par Henri Salvador et le groupe Pow Wow en 1992.

## Historique
La chanson fut d'abord enregistrée, contre 10 shillings (moins de 2 dollars), au studio de la Gallo Record Company de Johannesbourg par son auteur Solomon Linda et son groupe The Evening Birds, en 1939, sous le titre Mbube (« lion » en zoulou), pour le producteur Eric Gallo. Les Studios Gallo ne lui versèrent pas de redevances, la loi britannique alors en vigueur prévoyant pourtant de reverser les droits à son auteur jusqu’à 25 ans après sa mort. Mbube devint un succès à travers l'Afrique du Sud et se vendit à environ cent mille exemplaires pendant les années 1940. La chanson devint tellement populaire qu'elle prêta son nom à un style de musique a cappella africaine. Solomon Linda est plus tard mort dans la pauvreté.
La chanson fut découverte aux États-Unis au début des années 1950 par l'ethnomusicologue Alan Lomax, qui transmit un enregistrement à Pete Seeger, qui en fit une première adaptation sous le nom Wimoweh.

## Reprises et adaptations

### Reprises
En 1952, le groupe de folk américain The Weavers sortit la chanson en instrumental sous le titre Wimoweh, une déformation du refrain de la chanson originale uyimbube (signifiant tu es un lion). En 1959, The Kingston Trio fit de même. Le groupe The Tokens, en 1961, sortit sa version avec de nouvelles paroles sous le titre The Lion Sleeps Tonight. Les paroles furent écrites par le parolier américain George Weiss, de manière plus ou moins fidèle à la chanson originale. La version de The Tokens fut première au hit parade et est toujours diffusée fréquemment sur les radios américaines spécialisées dans les vieux titres. Depuis, Wimoweh/The Lion Sleeps Tonight est restée populaire et est souvent ressortie aux États-Unis.
D'autres versions de la chanson comprennent celles de Jimmy Cliff, Brian Eno, R.E.M. (« The Sidewinder Sleeps Tonite »), Nanci Griffith, Miriam Makeba, Yma Sumac, Ras Michael & The Sons of Negus, The Nylons, NSYNC, Sandra Bernhard, Dave Newman, Tight Fit, Olomana, les Pow Wow et Kids United (France), Daniel Küblböck (Allemagne) ou encore Eek-A-Mouse (Jamaïque) et sa « bidibong version » . Celles entendues dans le film et la pièce de théâtre de Broadway Le Roi lion, et They Might Be Giants « The Guitar (The Lion Sleeps Tonight) ». Au total, on dénombre près de 160 interprétations différentes de ce succès mondial.
En juillet 2004, la chanson devint sujet d'un procès entre la famille de son auteur Solomon Linda et Disney. Il est reproché à Disney d'avoir gagné 1,6 million de dollars en redevance pour l'utilisation de cette chanson dans Le Roi lion 3. Un jugement accorde en 2006 des droits aux filles de Solomon Linda.

### Adaptations
Cette chanson eut également droit à une version française intitulée Le lion est mort ce soir, chantée en particulier par Henri Salvador (1962), le groupe Pow Wow (1992), le groupe Opium du Peuple (2013) et le groupe Kids United Nouvelle Génération (2018).
Elle est régulièrement chantée dans les stades où se rend l'Olympique lyonnais, et Michaël Youn l'a chantée sur la pelouse du stade de Gerland dans le film Les Onze Commandements.
En 2006, Gérard Delahaye chante l'histoire de la spoliation de Solomon Linda dans son album Quelle drôle de terre. Mes héros autour de la planète. Il chante sur la musique de Mbube.
Dans le film de 2018 Mia et le Lion blanc, Daniah de Villers chante une fois avec les Kids United une reprise de ladite musique.